# Île du Havre Aubert
L'île du Havre Aubert est une des îles composant l'archipel des îles de la Madeleine au Québec. L'Île du Havre Aubert formait une municipalité à part entière jusqu'à son regroupement à d'autres municipalités des îles de la Madeleine en 2002 pour former Les Îles-de-la-Madeleine. 
Elle fut nommée ainsi en l'honneur du navigateur français Thomas Aubert.

## Géographie
Avec ses 58 km2, c'est la plus vaste mais pas la plus peuplée des îles de l'archipel. C'est également celle qui est située la plus au sud. Elle compte environ 2 375 habitants, presque uniquement des francophones. C'est aussi l'île la plus boisée, la seule véritable forêt de l'archipel s'y trouve, avec, en son sein, le Lac Solitaire. Deux cordons de dunes parallèles relient l'île à sa voisine du nord, l'île du Cap aux Meules: la dune du Havre-aux-Basques (ou dune de l'Est, sur laquelle passe la route 199) et la dune de l'Ouest. À son extrémité est, l'île se prolonge en un long cordon de plage, la dune du Sandy hook, qui s'immerge en pointant vers l'Île d'Entrée.
L'île du Havre-Aubert regroupe deux localités principales, Havre-Aubert et Bassin, délimitées en partie par la grande baie (aussi appelé « le (Bassin) ») qui pénètre dans l'île au sud et qui s'ouvre par un mince goulet. La localité de Bassin occupe toute la partie ouest de l'île et comprend une route panoramique (chemin Bassin) à partir de laquelle on peut apercevoir au loin le rocher du Corps-Mort et qui passe par le phare de l'Anse-à-la-Cabane. La route 199 va du côté de la localité de Havre-Aubert et se termine sur la pointe de la Grave.

## Histoire
L'île du Havre Aubert a été le lieu de la première occupation permanente des Îles. En 1762, des Acadiens, engagés par Richard Gridley pour chasser le morse et pêcher, s'installèrent sur l'île. Elle fait partie de l’Association des plus beaux villages du Québec.
À la suite de la Révolution française, le prêtre réfractaire Jean-Baptiste Allain conduit environ 250 Acadiens de Saint-Pierre-et-Miquelon vers les Îles-de-la-Madeleine, où ils se concentrent principalement sur l'île du Havre Aubert. 
On trouve à l'est de l'île le site de La Grave (forme du mot grève en occitan : plage de galets), qui fut jadis un endroit de prédilection pour les pêcheries et le commerce. Le site de La Grave est un site patrimonial depuis 1983. On y trouve des boutiques, des ateliers d'artisans, le musée de la Mer, l'aquarium des Îles, où l'on peut observer des phoques, des poissons, des crustacés et des mollusques, et, bien sûr, l'accès à la marina et au port de pêche.

## Galerie

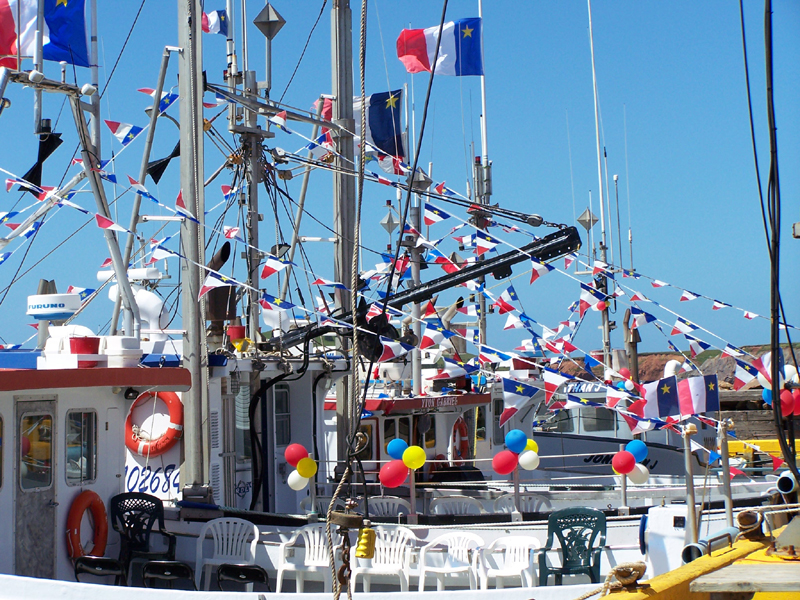
La marina de l'Anse -à-la-Cabane, à (Bassin), lors de la fête de l'Acadie en 2006
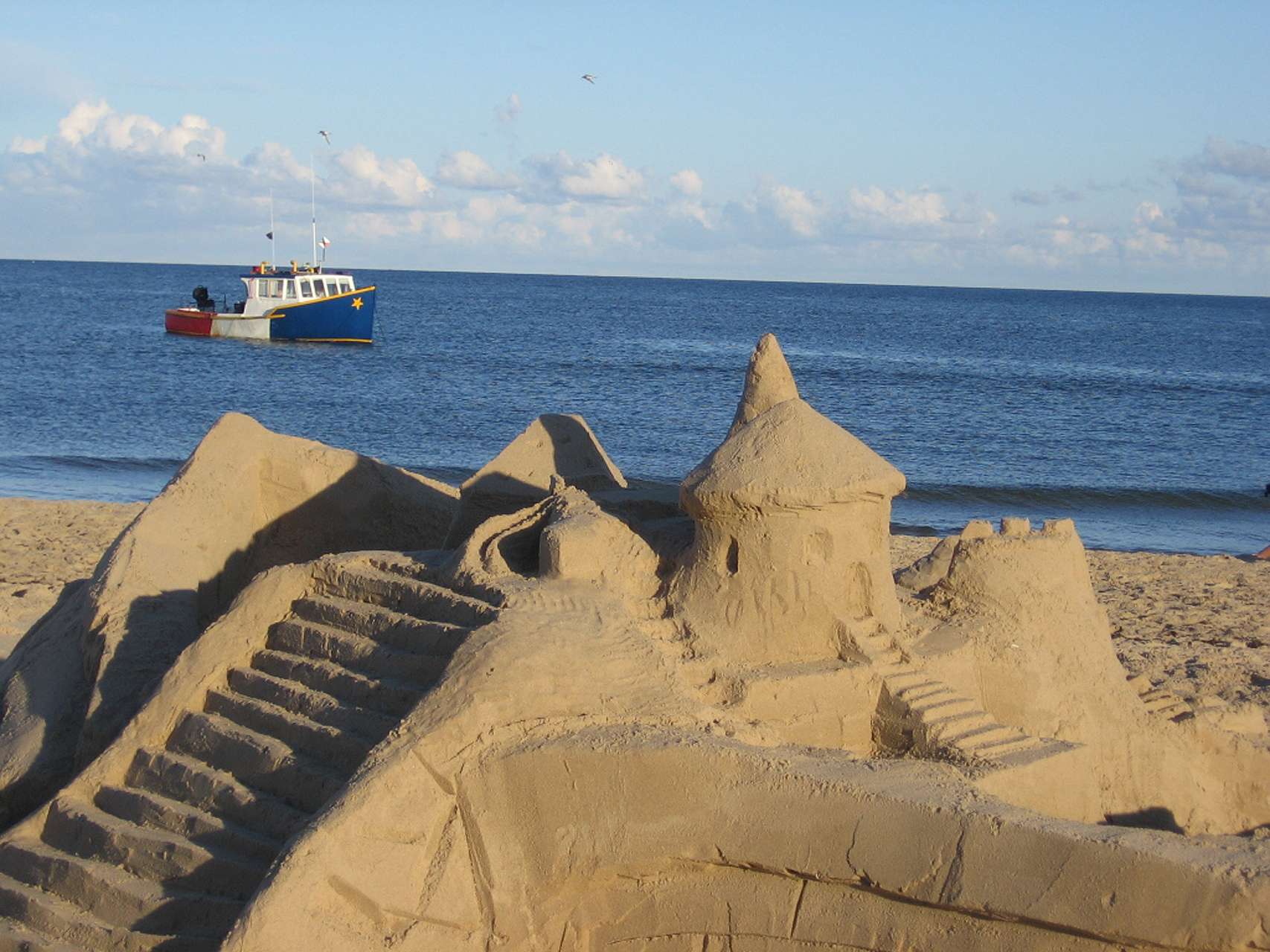
Le Concours des Châteaux de Sable des Iles de la Madeleine, aux Îles de la Madeleine, a lieu tous les ans.
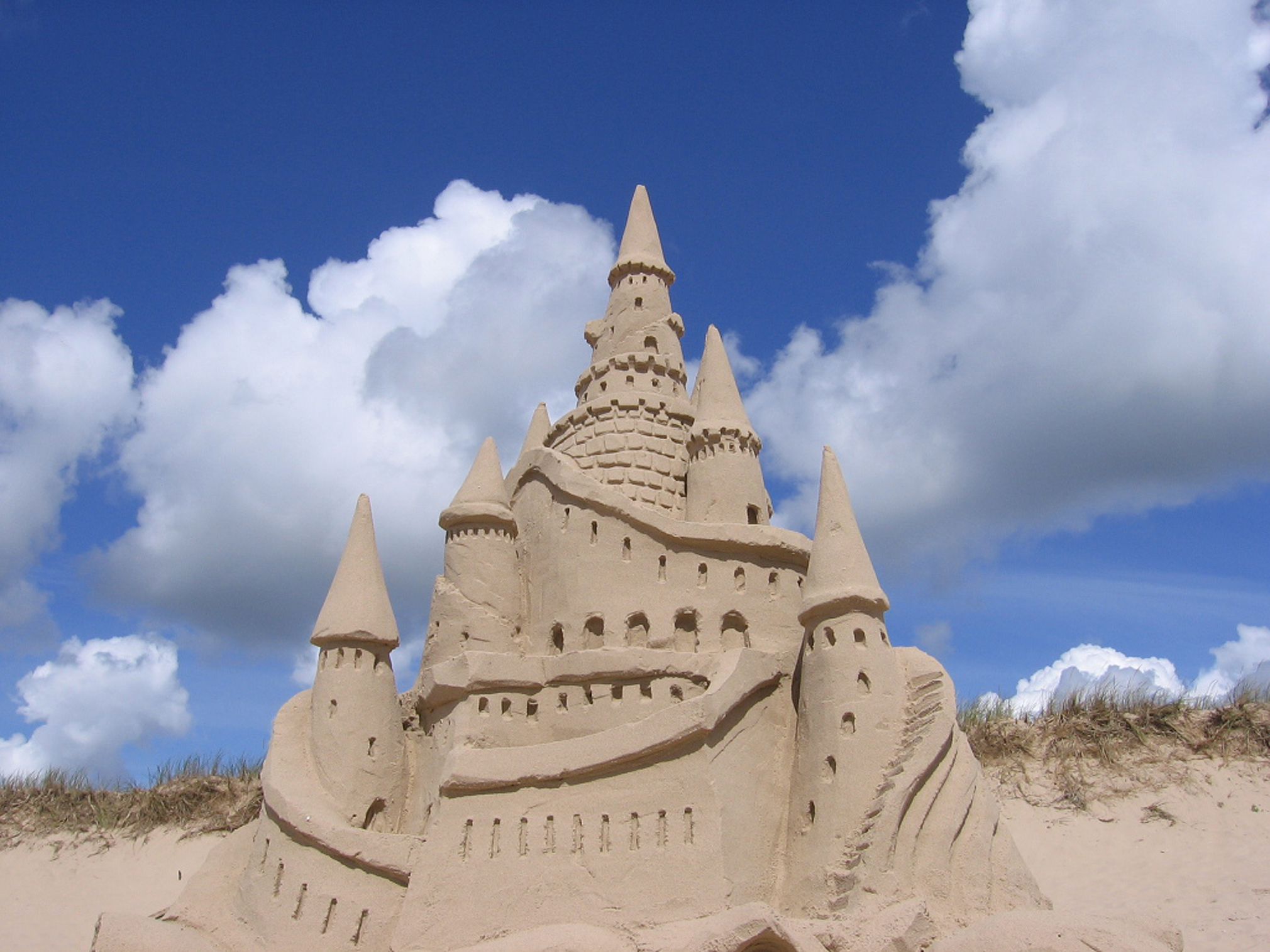
C'est le plus important festival de l'archipel acadien.
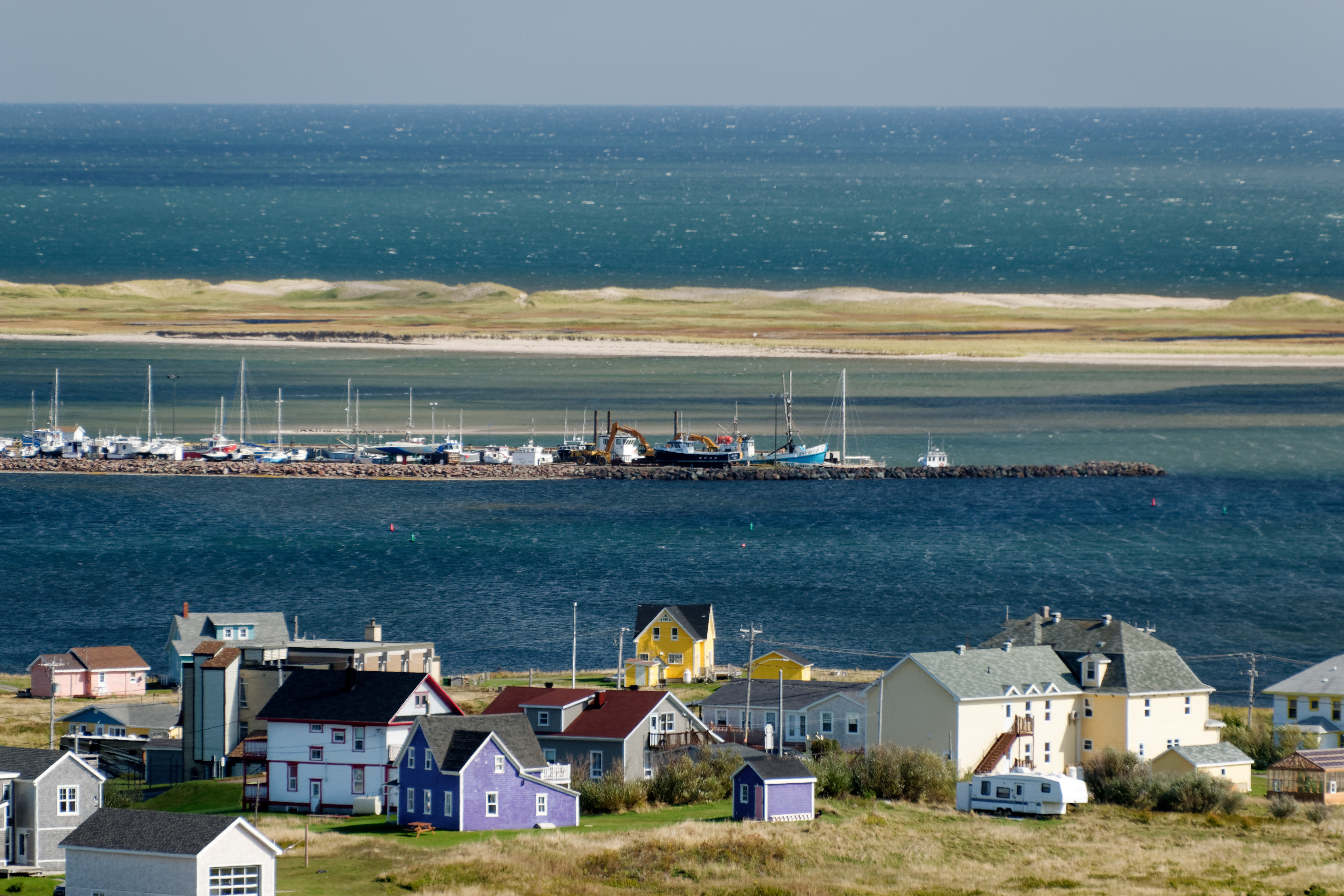
Maisons, port et dune à Havre-Aubert
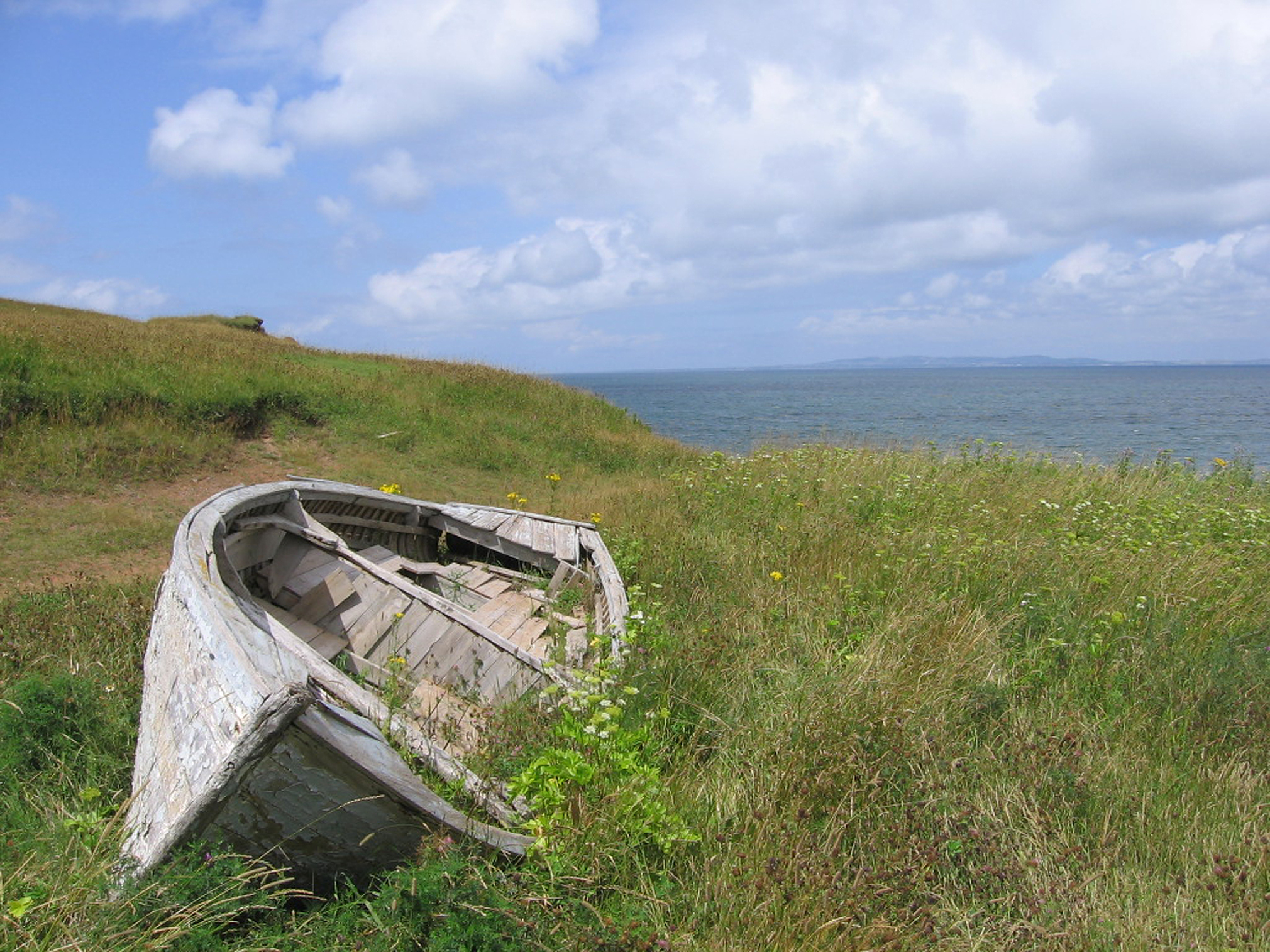
Vieille barque.